# 안동 부포리 계상고택

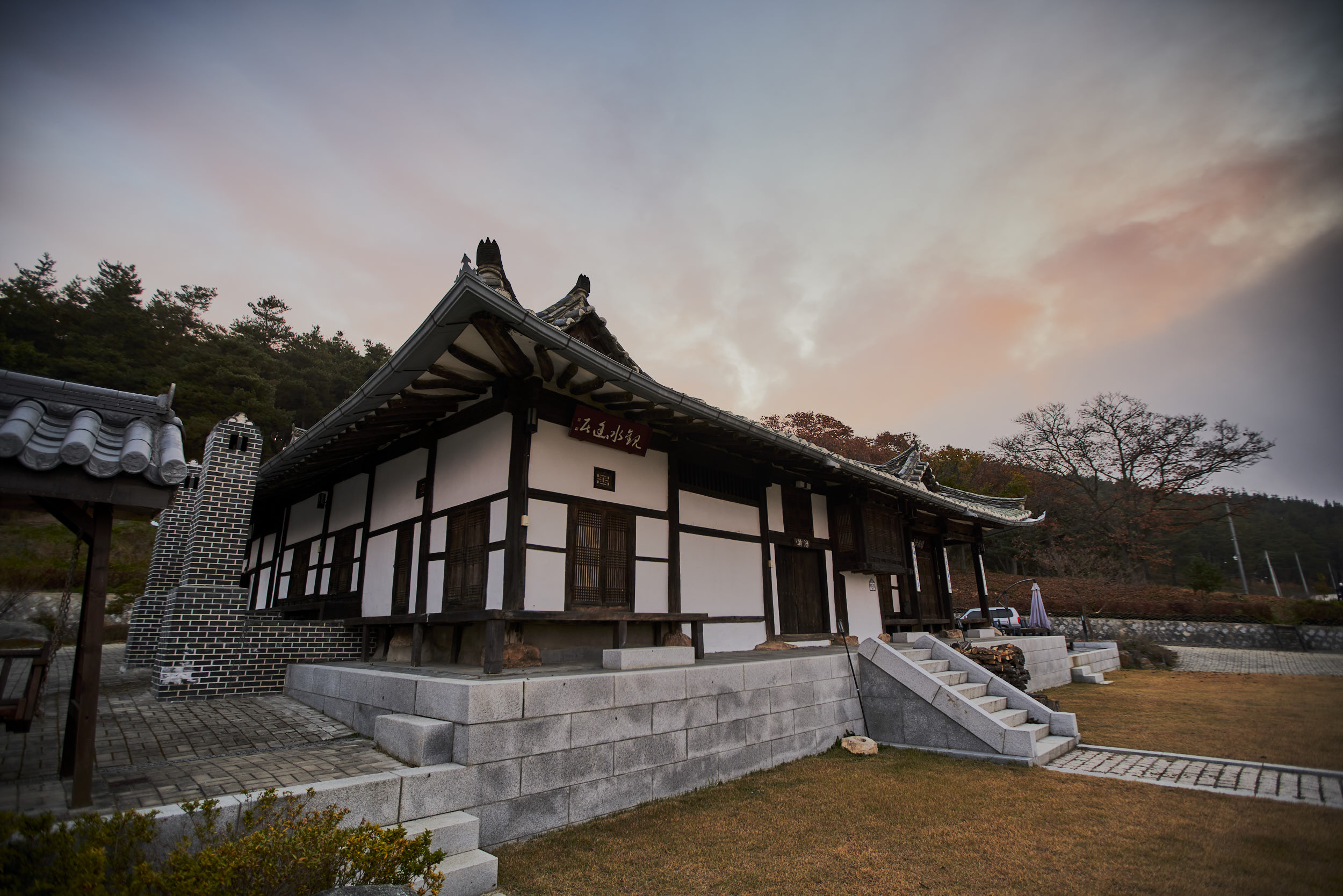
계상고택의 전경

안동 계상고택(繼尙古宅)은 경상북도 안동시 부포리에 위치한 전통 한옥이다.

## 역사
역동서원이 있던 자리에 고즈넉하게 자리잡은 계상고택(繼尙古宅)은 퇴계 이황선생이 우탁선생의 학문과 덕행을 추모하기 위해 1570년 건립한 안동지역 최초의 서원인 역동서원이 있던 자리에 퇴계선생의 11대손인 이만응(李晩鷹, 1829~1905)이 1800년 후반에 건립한 목조와가 전통한옥이다.
역동서원은 퇴계선생의 후손들에 의해 잘 운영되다가 흥선대원군의 서원철폐때 훼손되었고 1969년 안동시 송천동에 이건, 복원되었다가 1991년 안동대학교에 기부되어 지금도 옛모습을 그대로 간직하고 있으며, 지금도 옛 역동서원이 있었던 계상고택에는 유허비(遺墟碑)가 그대로 남아있다

## 특징
계상고택은 전면 7칸, 후면 7칸의 ㅁ자형 구조로 조선 후기에 지어진 건물이긴 하나 규모가 매우 크며 보전상태가 양호하고 유상고(다락방)와 누당 등 독특한 구조를 가지고 있어 조선시대 건축구조를 연구하는데 매우 중요한 가치를 지니고 있다. 
이에 2007년 12월 31일 경상북도 문화재 제530호로 지정되어 지정관리인을 두고 관리되어 왔으나 제반 관리소홀과 지원미비로 건축물 훼손이 심해지자 2014년 11월 17일 문화재 지정을 취소시키고 직접 보존관리하고 있다.